# 東京農業教育専門学校 (旧制)
東京農業教育専門学校（とうきょうのうぎょうきょういくせんもんがっこう）は、かつての農業教員養成機関としての農林系旧制専門学校。筑波大学生物資源学類の前身。

## 概要
筑波大学生物資源学類の前身となった学校で、帝国大学農科大学付属の農業教員養成所を母体としている。当時、農林学校の教員養成を行っていたのはこの農業教員養成所だけであった。
関東大震災後、第一高等学校と東京帝国大学との敷地交換による農学部の本郷への統合移転構想と文部省の制度改革のあおりを受け、1937年、駒場に残って開校した。
独立に至った背景には、移転構想が1931年に決定し1935年までに移転することとなったが、この時期文部省は教員養成制度改革で制度一本化する構想から、養成所の廃止論が浮上したことによる。結局、関係者や卒業生などの反対運動で撤回され、代わりに単独学校という形での存続が決定された。1898年前後から旧制高等学校レベルの農林系専門学校設立への動きが活発化し、1898年の全国農学校長会議でも「高等学校程度の農学校設立に関する建議」が採択されている。この時農業学校教員の確保に関しても建議がなされる。農業学校教員の養成機関不足は以前から指摘されていたのである。
なお、東京帝国大学農科大学・農学部の付属学校を母体とした専門学校で同時期に発足したもう一方の東京高等農林学校は高等農林学校の系統になるが、この学校は戦前を通して師範学校系か農林学校系かあいまいなままであった。
開校時は本科一科のみであったが、その後農と林、農業化学、農業工学、農村経済という5学科編成に改組されている。この学校は戦後の学制改組で東京教育大学に包括された。

## 沿革
- 1899年（明治32年） - 当時東京府荏原郡目黒村大字上目黒字駒場にあった東京帝国大学農科大学構内に設置された農業教員養成所が開校。
- 1919年（大正8年） - 東京帝国大学農科大学が東京帝国大学農学部に改称され、農業教員養成所は東京帝国大学農学部附属となる。
- 1937年（昭和12年） - 東京帝国大学農学部附属農業教員養成所が廃止され、東京農業教育専門学校が発足する。
- 1940年（昭和15年） - 附属農場を東京市世田谷区祖師谷に設置。
- 1943年（昭和18年） - 農業教員養成所（林科）を附設。
- 1944年（昭和19年） - 農業教員養成所（農科）を附設。
- 1945年（昭和20年） - 女子農業教員養成所を附設。同年、長野県南佐久郡野辺山に附属野辺山農場を設置。
- 1946年（昭和21年） - 農学科、農芸化学科、農業土木学科、林学科の4科体制にする。
- 1949年（昭和24年） - 国立学校設置法により東京教育大学に包括。農学部として発足。
- 1952年（昭和27年） - 最後の卒業生を送り出して、閉校。